# II. Ariarathész kappadókiai király
II. Ariarathész (ógörögül: Ἀριαράθης), (? – Kr. e. 280) kappadókiai király Kr. e. 301-től haláláig.
I. Ariarathész fia. Édesapja kivégeztetése után Armeniába menekült. III. Orontész örmény király segítségével tudta csak visszaszerezni Kappadókiát Kr. e. 301-ben. Mintegy 20 éven keresztül uralkodott. Halála után a trónon fia, Ariamnész követte. Életéről Diodorus Siculus számol be (31, 19. 5).